# Cyphia tysonii
Cyphia tysonii är en klockväxtart som beskrevs av Edwin Percy Phillips. Cyphia tysonii ingår i släktet Cyphia, och familjen klockväxter. Inga underarter finns listade i Catalogue of Life.